# 嘉甸拿高速公路
嘉甸拿高速公路（英語：Gardiner Expressway）是加拿大安大略省多倫多市的一條高速公路，西端於怡陶碧谷與427號省道和伊利沙伯皇后道交匯，東端則於多倫多市中心東南角與當河谷園林公路交匯，走綫大致跟隨安大略湖的湖岸綫。
此公路以大多倫多市首任主席嘉甸拿（Frederick G. Gardiner）命名。含伯河以東的路段從1955年至1964年間由大多市政府動用省政府提供的款項修建而成，來回合共六條行車綫，時速限制為90公里；含伯河以西的路段過去則屬達致省道資格的伊利沙伯皇后道，來回合共十條行車綫，時速限制為100公里。公路現時全綫由多倫多市政府管理。
隨著公路的狀況漸趨殘舊，市內各界亦提出不同的解決方案，包括將公路拆除或把市中心內的高架路段改為地底路段。當河以東的高架路段於2001年拆除，而市政府則從2021年起改置介乎渣佛士街和當河之間的高架路段。

## 走線

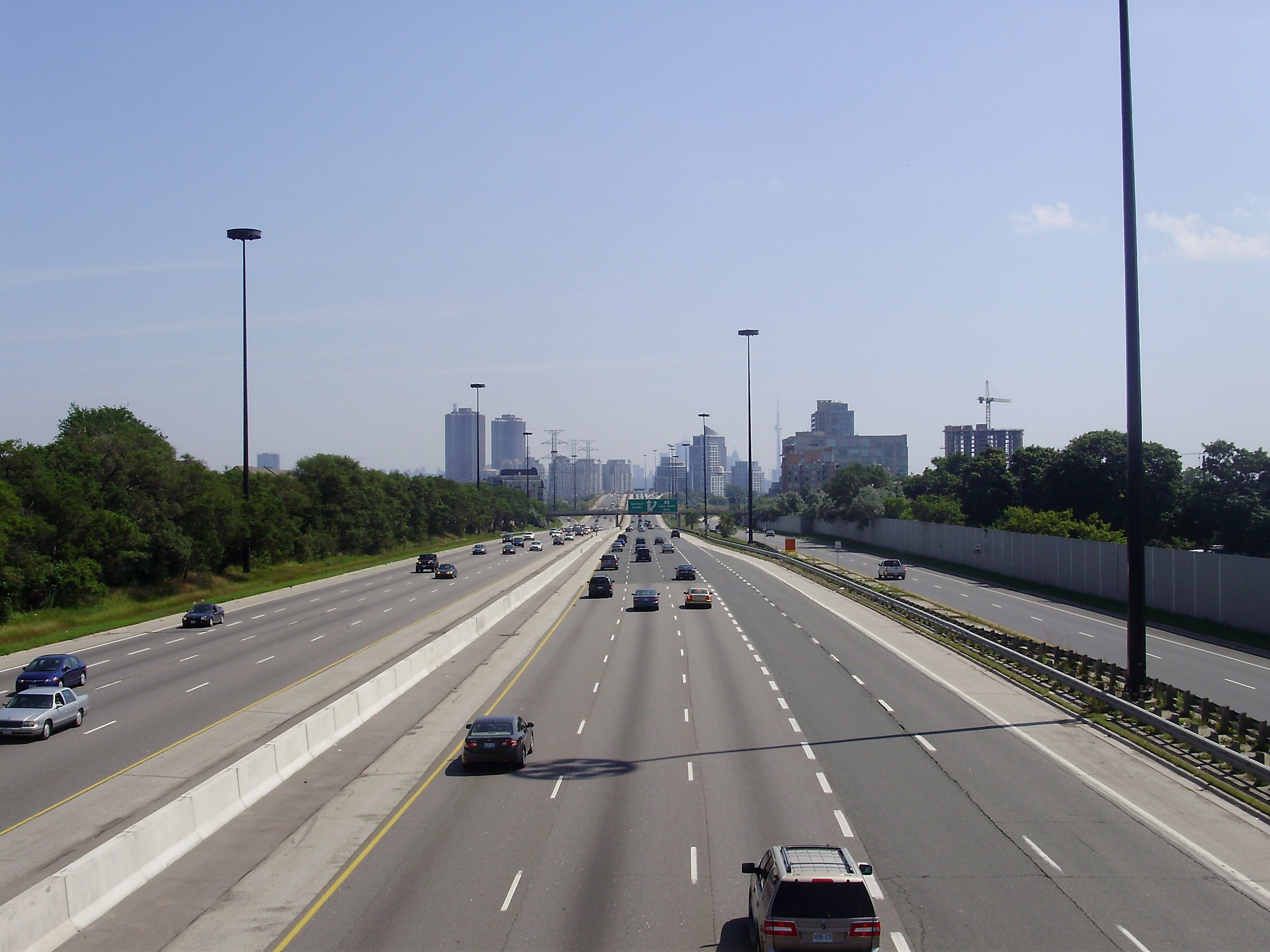
介乎427號省道和含伯河的伊利沙伯皇后道於1997年成為嘉甸拿高速公路的一部分

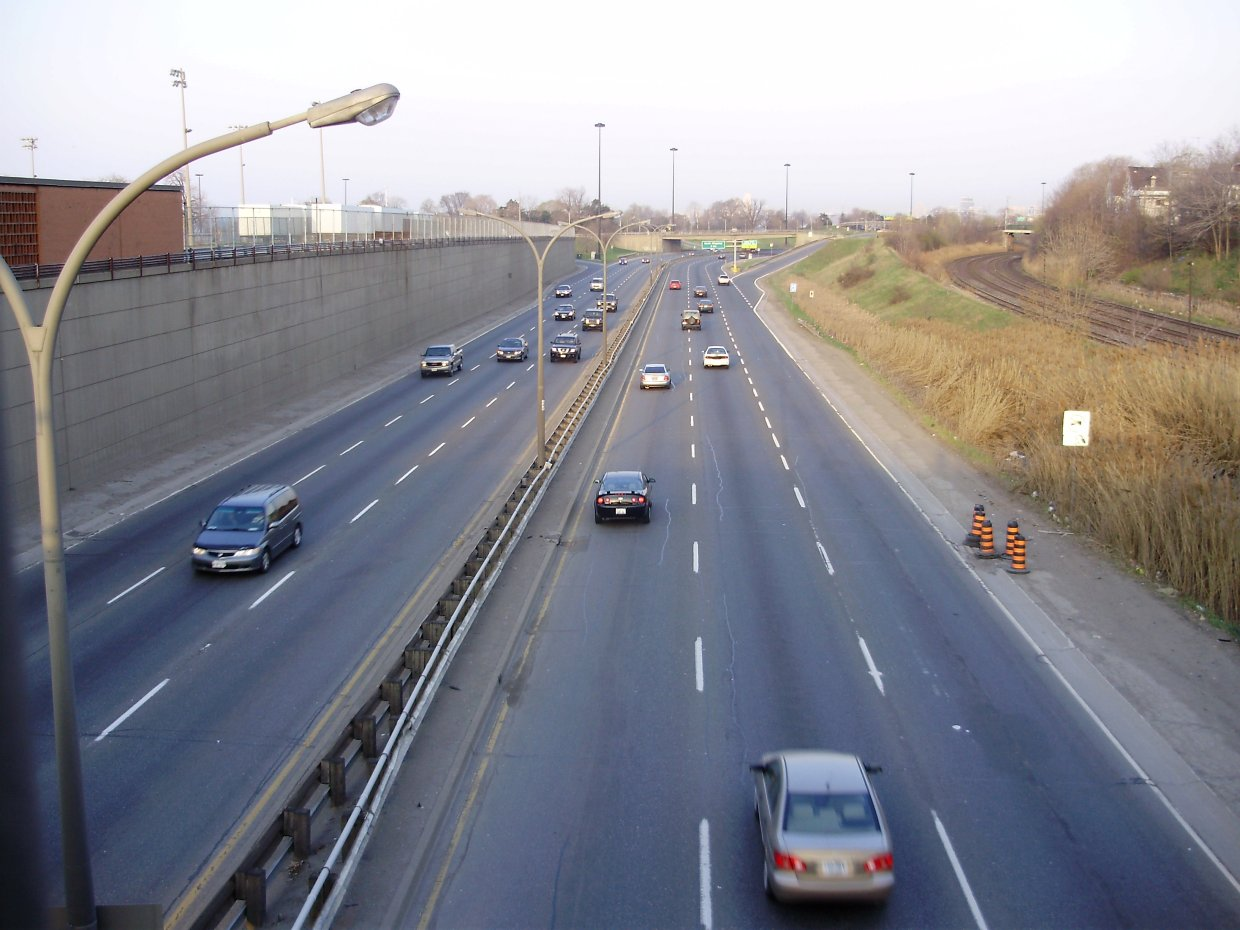
從德芙靈街天橋往西觀望嘉甸拿高速公路

嘉甸拿高速公路西起伊利沙伯皇后道（QEW）和427號省道的交匯處，介乎此處與含伯河（Humber River）之間的路段走線筆直，來回八至十線行車。此路段過去曾是QEW一部分，於1960年代以省級400系列公路的設計標準改建，其規格亦因此較含伯河以東於1950年代修建的路段為高。介乎427號省道和皇家約克道（Royal York Road）的路段採用長短途行車線分流佈局，時速限制為100公里，沿途經過民房、商業區和輕工業區。公路在含伯河西岸縮窄至來回六線行車，過河後駁上1950年代由大多倫多市政府修建的路段。
公路在含伯河以東緊隨安大略湖的湖岸線，掠過史旺西區（Swansea）和海柏公園的南界。此段公路與GO通勤鐵路湖濱西線的軌道平行，兩者介乎道靈大道（Dowling Avenue）和德芙靈街（Dufferin Street）的路段皆較周圍地面為低。公路在德芙靈街以東成為高架道路，掠過加拿大博覽會會場的北界，而GO湖濱西線的會展車站亦置於此段公路之下。
公路越過斯特羅恩大道（Strachan Avenue）後從南面掠過約克堡（Fort York），抵達多倫多市中心。介乎巴佛士街和央街的路段南臨市中心港畔區（Harbourfront）的辦公和住宅大廈，北面則瀕臨羅渣士中心、CN塔和豐業銀行體育館等多倫多地標。公路在央街以東與GO通勤鐵路湖濱東線的軌道平行，在當河（Don River）河口以西設高架交流道通往當河谷園林公路並到此為止。公路過去曾跨越當河並降回地面，在布斯大道（Booth Avenue）駁上湖濱大道（Lake Shore Boulevard）並以此終結；當河以東的路段於2021年移除。

## 歷史

### 規劃
此公路的規劃工序在大多倫多市政府成立前便已展開；當時項目名為湖濱高速公路（Lakeshore Expressway）。二戰後大多倫多地區每年增加約5萬名居民，私家車數目亦隨之上升，來往多倫多市中心和西部衛星城鎮的道路不時出現交通擠塞的局面。有見及此，多倫多市政府規劃部於1947年5月提出興建一條四綫公路來往含伯河和當河。市政府工務委員會於同年11月通過方案，計劃動用600萬元興建一條西起加拿大博覽會（CNE）會場、東至艦隊街的四綫公路，但方案仍需交由市民公投取決。計劃並獲市政府財務委員會通過，但市議會經過11小時的討論後否決了方案，並將方案交回財務委員會檢討。財務委員會被告知公路沿綫的橋樑因鋼材短缺而無法興建後，於同年12月放棄方案。
在大多倫多市政府成立的前夕，都會行政委員會（Metropolitan Executive Committee）於1953年7月通過重新啓動湖濱高速公路的規劃工序，預期中的公路為四綫或六綫行車，西起含伯河，東至活拜路，預算造價為2千萬元。私人工程事務所於1954年4月完成詳細的走綫規劃，公路從含伯河以東採地面運行，在CNE會場一帶途經填湖而成的新土地，CNE會場以東則轉為架空路段，到了當河則返回地面至葛士維路和皇后東街的交界處為止，造價上調至5千萬元。項目並包括將皇后西街向西經海柏公園延伸至含伯河以西的皇后道（The Queensway）。
在多倫多市政府和多倫多港務局皆反對CNE會場旁湖濱走綫的局面下，走綫於1954年7月改為途經CNE會場的北面。這項改動令當局需收購CNE會場以西的住宅，令項目造價上升1100萬元。另一方面，多倫多港務局亦建議將CNE會場與市中心之間的走綫北移。當局遂決定率先興建公路走綫中沒有爭議的部分，以及跨越含伯河接駁伊利沙伯皇后道的橋樑和雪邦街以東的路段；中部高架路段則擱置興建以便各界進一步商議。大多市在其1955年預算中通過撥款3300萬元興建公路的東部和西部路段，但沒有提及跨越含伯河的橋樑。

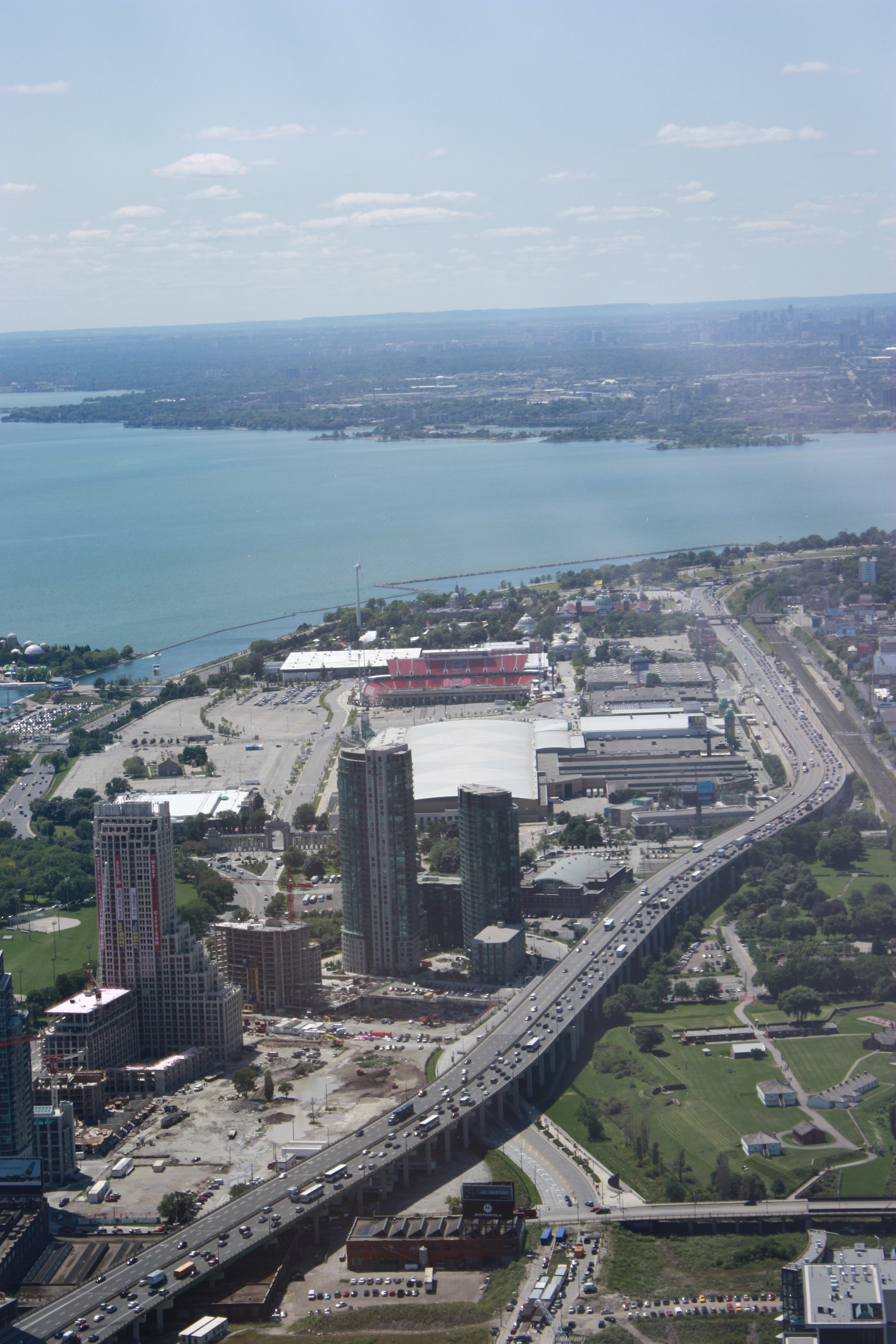
巴佛士街以西的一段嘉甸拿高速公路，圖中為加拿大博覽會會場，右下為約克堡古跡

另外，公路在CNE會場以東的走綫途經古跡約克堡，而連接巴佛士街和公路西行綫的匝道更正面掠過約克堡的上空，被受當地的歷史協會以至多倫多市政府所批評；多倫多市政府更拒絕將該帶的地皮轉交大多市。嘉甸拿和大多市道路委員格蘭特（George O. Grant）起初皆反對更改走綫以避開約克堡，因為此舉將令公路出現超過6°的弧度，令沿途交通需減速；但嘉甸拿於1958年3月連同多倫多市政府和歷史協會的代表一起參觀約克堡後則改變初衷。然而，省政府計劃將400號省道南延並於約克堡一帶與湖濱公路交匯的建議於1959年公佈後，約克堡的去留再度成疑。嘉甸拿就此建議將約克堡遷至湖濱，費用由大多市和多倫多市政府共同分擔。連接巴佛士街和公路西行綫的匝道和400號省道的南延項目最終皆沒有落實，約克堡亦在原址獲得保留，但嘉甸拿公路仍途經約克堡部分土地的上空，而該段公路在興建時亦預留位置與400號省道接駁，因此較其它路段寬闊。

### 工程
項目工程於1955年展開，最後一段於1966年完工，造價約為1億1千萬元（1966年金額，2012年約值7億5300萬元）。介乎含伯河和詹美臣路的路段於1958年落成，同年8月8日由時任安省省長弗羅斯特（Leslie Frost）和嘉甸拿開幕，公路亦命名為「嘉甸拿高速公路」。這段公路通車時並沒有中央防撞欄分隔兩邊的交通；大多市待1965年才斥資20萬元增設防撞欄。
介乎詹美臣路和士巴丹拿道的路段於1962年8月1日通車；介乎士巴丹拿道和約克街的西行綫於同年12月3日通車，東行綫則於1963年開通。約克街至當河谷園林公路的路段於1964年開通，而當河谷園林公路至利斯利街的路段則於1966年7月通車。公路的東端預留了位置與擬建的士嘉堡公路（Scarborough Expressway）接駁。

### 落成至今
1997年4月1日，安大略省運輸廳取消伊利沙伯皇后道介乎427號省道和含伯河的省道資格，並將之下放予大多市政府，成為嘉甸拿高速公路的一部分；1998年大多六市合併後全綫則歸多倫多市政府管轄。

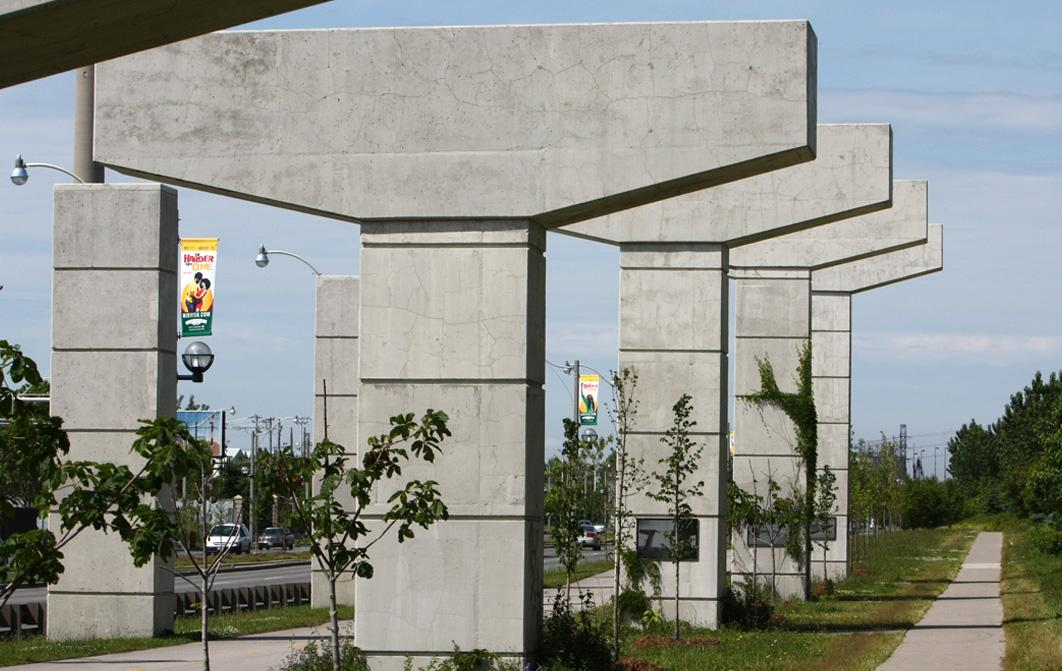
利斯利街以西架空路段拆除後剩下的水泥支柱

介乎當河和利斯利街的架空路段本來計劃與擬建的士嘉堡公路接駁，但該公路項目最終被取消，而這段架空路段亦沒有發揮預期的效用。其狀況到20世紀90年代更越趨殘舊，若繼續對外開放的話當局需斥資巨款進行復修。一項於1996年發表的環境評估指出復修這段公路的費用為4800萬元，但將之拆除卻只需3400萬元。市政府在2001年拆除這段公路，最終開支為3900萬元。
多倫多市政府在冬季使用溶雪鹽來清理路面積雪，但溶雪鹽侵蝕嘉甸拿公路架空路段水泥支柱內的鋼筋，導致水泥從支柱剝落。市政府從20世紀90年代起每年斥資800萬元修復公路結構，而嘉甸拿公路的年度保養開支於2011年則達1200萬元。然而，水泥從支柱剝落的事故仍不時發生，單在2012年便已發生了三次。
市政府於2009年就嘉甸拿公路的約克街/卑街/央街出口匝道和卑街入口匝道展開研究，以改善該帶的行人和公園空間。研究建議移除約克街/卑街/央街出口並將之改置於閃高街（Simcoe Street），以及移除連接卑街北行線和嘉甸拿公路東行線的入口匝道。建議於2010年8月獲市議會通過，項目環評報告則於2013年完成。項目工程於2016年展開，當中約克街/卑街/央街出口匝道於2017年4月封閉並開始拆除，市府隨後興建新設的閃高街出口，2018年1月完成。
另一方面，市政府職員於2013年向市議會呈交報告，指位於渣佛士街以東的嘉甸拿公路東端高架路段接近其設計壽命尾聲，該段道路的去向亟需當局審視。在市議會指示下，市政府職員就該段道路去向研究三個選項，並估算每選項於未來一百年的開支。拆除該段高架道路的方案即時牽涉3億2600萬元，取而代之的地面道路未來一百年約需1億3500萬元維護，為眾選項中最便宜。保持現狀方案約需3億4200萬元修補固有的高架路段，未來一百年的維護費用則達5億2200萬元。混合方案包括將高架道路往北移並新建交流道通往當河谷園林公路，餘下路段則拆除，工程耗資4億1400萬元，未來一百年的維護費用則達5億500萬元。市議會於2015年6月進行表決，以24票對21票通過接納混合方案，26票對19票否決拆除方案，44票對1票否決保持現狀方案。混合方案工程於2021年8月31日展開，當河谷園林公路交流道以東的嘉甸拿公路高架路段同日起封閉並開始拆卸。

## 出口列表
下列為嘉甸拿高速公路沿線的出入口，排序從西至東。此公路全線坐落多倫多境内，沿線出口從2016年起增設編號，因承襲自伊利沙伯皇后道的出口編號從139號起往東遞增。
| 里程                                                                                         | 类型              | 名称                                                                             | 连接                                                                             | 说明 |
| -------------------------------------------------------------------------------------------- | ----------------- | -------------------------------------------------------------------------------- | -------------------------------------------------------------------------------- | --- |
| 0                                                                                            | 枢纽 · 主线出入口 | 伊利沙伯皇后道                                                                   | 伊利沙伯皇后道                                                                   | |
| 0                                                                                            | (139)             | 427號省道                                                                        | 427號省道                                                                        | |
| 1.9 km                                                                                       | (139)             | 布朗斯線 / Brown's Line 賞威園道 / Sherway Gardens Road                          | 布朗斯線 / Brown's Line 賞威園道 / Sherway Gardens Road                          | 限東行方向入，西行方向出                                                                                            |
| 2.6 km                                                                                       | (141)             | 基柏齡大道 / Kipling Avenue                                                      | 基柏齡大道 / Kipling Avenue                                                      | 交流道與短途線連接                                                                                                  |
| 3.7 km                                                                                       | (142)             | 依士靈頓大道 / Islington Avenue                                                  | 依士靈頓大道 / Islington Avenue                                                  | 交流道與短途線連接；限伊斯靈頓大道北行往西行方向出                                                                  |
| 5.9 km                                                                                       | (144)             | 柏朗道 / Park Lawn Road                                                          | 柏朗道 / Park Lawn Road                                                          | 限西行方向入，東行方向出；東行出口與短途線連接                                                                      |
| 6.4 km                                                                                       | (145)             | 湖濱大道 / Lake Shore Boulevard                                                  | 湖濱大道 / Lake Shore Boulevard                                                  | 西行方向 |
| 7.4 km                                                                                       | (146)             | 湖濱大道 / Lake Shore Boulevard                                                  | 湖濱大道 / Lake Shore Boulevard                                                  | 東行方向 |
| 10.7 km                                                                                      | (146)             | 南京士威道 / South Kingsway                                                      | 南京士威道 / South Kingsway                                                      | |
| 10.7 km                                                                                      | (149)             | 詹美臣路 / Jameson Avenue 湖濱大道 / Lake Shore Boulevard 鄧參將路 / Dunn Avenue | 詹美臣路 / Jameson Avenue 湖濱大道 / Lake Shore Boulevard 鄧參將路 / Dunn Avenue | 湖濱大道東行往嘉甸拿高速公路入口在工作日早上6時至9時封閉； 湖濱大道西行往嘉甸拿高速公路入口在工作日下午3時至6時封閉 |
| 14.2 km                                                                                      | (153)             | 士巴丹拿道 / Spadina Avenue 湖濱大道 / Lake Shore Boulevard                      | 士巴丹拿道 / Spadina Avenue 湖濱大道 / Lake Shore Boulevard                      | |
| 15.2 km                                                                                      | (154)             | 約克街 / York Street 卑街 / Bay Street 央街 / Yonge Street                       | 約克街 / York Street 卑街 / Bay Street 央街 / Yonge Street                       | 於2017年4月17日關閉                                                                                                 |
| 15.2 km                                                                                      | (154)             | 閃高街 / Simcoe Street                                                           | 閃高街 / Simcoe Street                                                           | 經港口街（Harbour Street）接駁約克街、卑街和央街                                                                    |
| 16.2 km                                                                                      | (155)             | 渣華士街 / Jarvis Street 雪邦街 / Sherbourne Street                              | 渣華士街 / Jarvis Street 雪邦街 / Sherbourne Street                              | 西行出口連接渣佛士街和雪邦街；東行入口只連接渣佛士街                                                                |
|                                                                                              | (157)             | 湖濱大道 / Lake Shore Boulevard                                                  | 湖濱大道 / Lake Shore Boulevard                                                  | 限西行方向入，東行方向出； 於2021年8月31日關閉                                                                      |
| 18.0 km                                                                                      | 枢纽 · 主线出入口 | 當河谷園林公路                                                                   | 當河谷園林公路                                                                   | |
| 1.000 英里 = 1.609 千米；1.000 千米 = 0.621 英里 并行路段 • 已关闭／取消 • 限制进入 • 未开放 |                   |                                                                                  |                                                                                  | |